# Phare de Digerudgrunnen

Le phare de Digerudgrunnen (en norvégien : Digerudgrunnen fyr)  était un phare actif situé sur le côté est de l'Oslofjord, sur un récif, dans la commune de Frogn, comté d'Akershus.

## Historique
Il a été détruit en 2008.

### Lien connexe
- Liste des phares de Norvège